# Портсмут (военно-морская база)
Портсмут (англ. HMNB Portsmouth) — военно-морская база Королевского флота, расположенная в восточной части пролива Те-Солент, на территории города и порта Портсмут в графстве Хэмпшир. Вместе с находящимися здесь же судостроительными мощностями компании BAE Systems, бухтой Портсмут-Харбор и прилегающей якорной стоянкой Спитхед является главной базой флота.

## Характеристика
ВМБ Портсмут расположена на северном берегу пролива Те-Солент, отделяющего остров Уайт от побережья Хэмпшира. Площадь акватории 62 кв. мили (215 км²). Акватория состоит из рейда Спитхед и укрытой бухты Портсмут-Харбор, вдающейся в сушу на 4 мили (7,4 км). С рейда в бухту ведет фарватер глубиной до 10 м.
Длина причальной линии 6600 м, глубины у причалов до 12 м. Прилив полусуточный, неправильный, высота 3,2 ÷ 4 м. В высокую воду бухта доступна для кораблей всех классов, в малую воду для кораблей осадкой до 9 м. Бухта используется главным образом для стоянки кораблей, готовящихся к постановке в док предприятия BAE Systems, или для отстоя выведенных из состава флота, ожидающих продажи или утилизации. Корабли активного состава пользуются причалами ВМБ и рейдом.
Основные сооружения базы расположены на восточном берегу бухты, на острове Портси (англ. Portsea), на восточном берегу бухты Портсмут-Харбор. В базе расположены штабы главнокомандующего сил флота (Второй морской лорд) и командующего Портсмутского военно-морского района, узел связи, несколько учебных центров, склады, военно-морской арсенал, судостроительные предприятия (под управлением BAE Systems Maritime), некоторые гражданские субконтракторы. Командир военно-морской базы (Портсмут) с осени 2012 года — коммодор Джереми Ригби (англ. Jeremy Rigby). На западном берегу находится база и учебный центр подводного плавания Госпорт. Имеется 3 закрытых док-бассейна, 7 слипов, 1 плавучий док (неиспользуемый), 5 сухих доков, стапели длиной до 60 м и слипы грузоподъемностью до 400 т.
Кроме них в базе расположены:
- Центр физической подготовки персонала (под названием HMS Temeraire).
- Учебный центр боевого применения флота (HMS Collingwood).
- Объединённый центр инженерно-технической подготовки флота, армии и ВВС (HMS Sultan).

Кроме того, на территории базы находится музей Портсмутской верфи (англ. Portsmouth Historic Dockyard), включая корабли-музеи HMS Victory, HMS Warrior, HMS M33 и Mary Rose.
Портсмут способен принимать корабли всех классов, но специализируется на базировании крупных надводных кораблей. Обслуживание кораблей с ядерными энергетическими установками централизовано в базе Девонпорт, а подводных лодок в базе Клайд.

## История

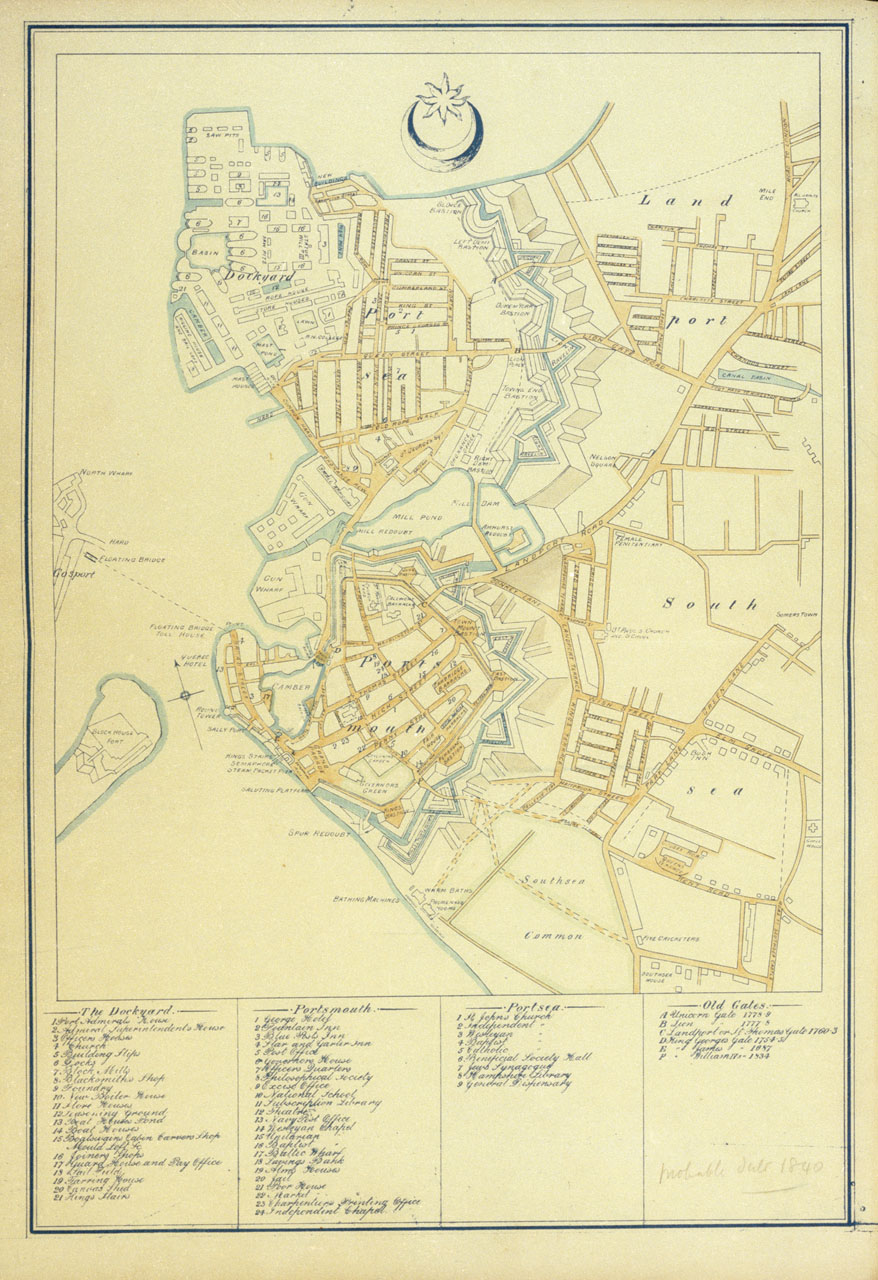
Портсмут, ок. 1840.

Имея обширную и удобную якорную стоянку, Портсмут с XII века был местом сбора и отправки морских походов. Ещё в 1194 году Ричард I приказал вырыть здесь док, а в 1212 году король Иоанн велел соорудить стену для прикрытия земляных работ.

### Эпоха Тюдоров
Однако верфь оформилась только в 1495−1496 годах, при Генрихе VII. Он приобрел дополнительные земли вдоль берега бухты, на которых и соорудил первый в Англии сухой док с укрепленными (а не земляными) стенками и новые построечные слипы. Здесь в 1509 году была заложена Mary Rose и отсюда в 1545 году она вышла в свой последний бой, в котором перевернулась и затонула в виду берега.
После 1560 года и в начале XVII века Портсмут и верфь использовались мало: в то время пристанищем главных врагов Англии были Испанские Нидерланды и Голландия. Верфи в Темзе и в реке Медвей имели большее стратегическое значение. Однако по мере того, как набирала силу Франция, Спитхед и Портсмутская верфь становились важнее. Появилась нужда в базе, опираясь на которую корабли могли защищать южное побережье Англии и западные подходы, особенно когда остовые ветра запирали корабли в устье Темзы и в Медвее. Нужно было также хранить морские припасы западнее, там, куда приходили корабли после тяжелых походов в Атлантику. Корабельный дуб был тоже под рукой — в Нью-Форест, а дорога из Лондона была довольно прямой и короткой.

### Век паруса

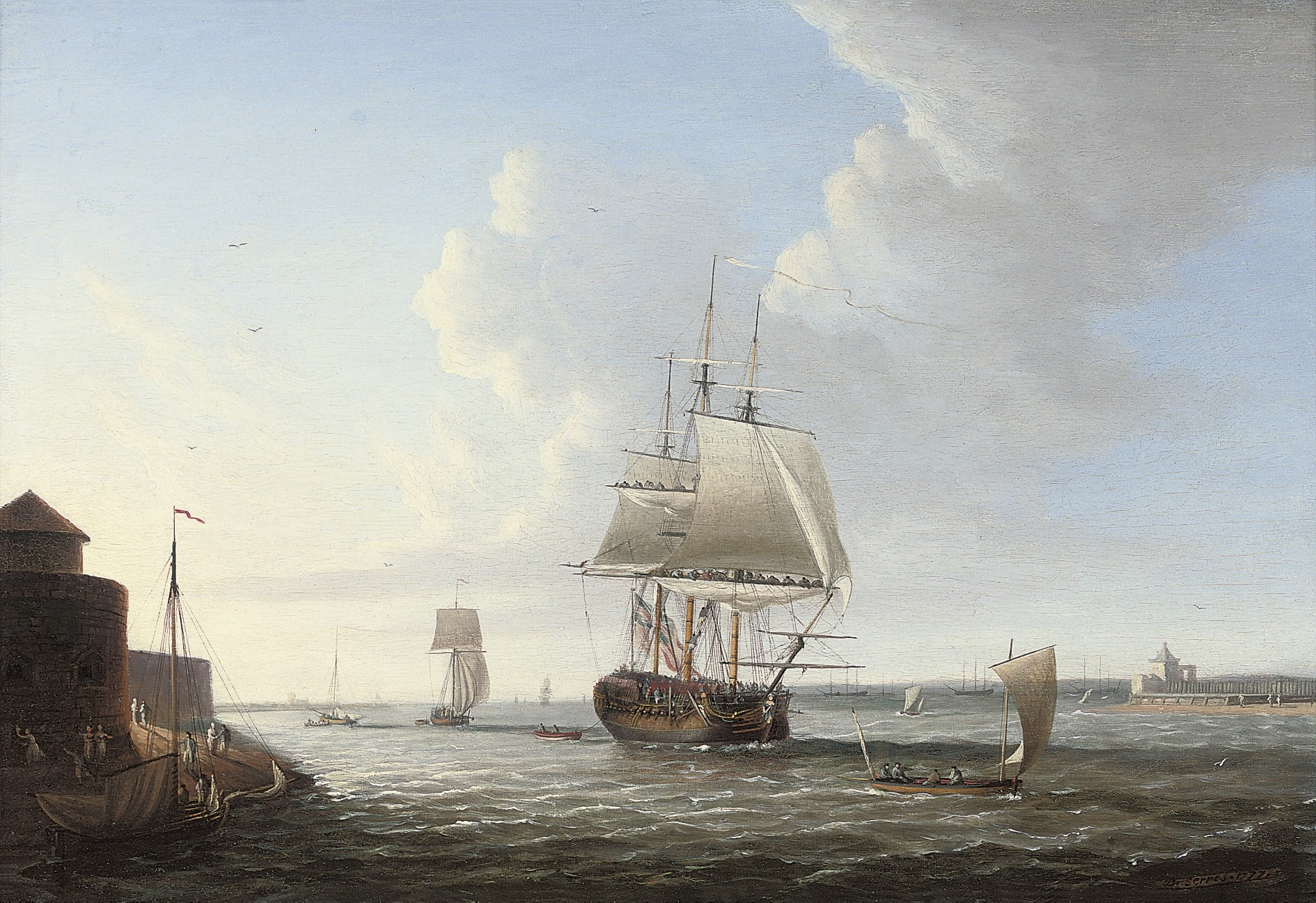
Британский корабль уменьшает паруса при входе в Портсмут; вторая половина XVIII в

После 1650 года, в кромвелевский период, строились новые доки и здания, а начиная с Реставрации 1660 года появились дом комиссара Адмиралтейства (начальника верфи) и канатный двор. После 1686 года строились дополнительные здания, и к 1739 году Портсмут занял первое место среди шести королевских верфей в метрополии.
В это время главным врагом верфи были пожары, а не военные нападения. В 1760 году полностью сгорели два больших пеньковых склада, где кроме пеньки хранились смола, льняное масло и другие припасы, связанные с канатным производством. Ещё более опустошительный пожар произошел в канатном дворе в 1770 году; ущерб от него составил 149 000 фунтов. Третий, в 1776 году, был якобы устроен вором по прозвищу Джон-красильщик, сочувствующим делу американских колонистов. После этого было решено изменить расположение хранилищ, и новые склады пеньки возвели в стороне от канатного двора.
Ирония развития в том, что в XVIII веке, по мере того как корабли росли в размерах, сама бухта становилась проблемой для флота, который в военное время исправлял повреждения и оснащался в Спитхеде. Кораблям надо было заходить в Портсмут-Харбор, чтобы установить новые мачты или встать в док для работ по корпусу. Но глубины на баре в горле бухты давали всего 14 футов в отлив, плюс ещё 12−15 футов во время прилива. Соответственно, линейные корабли, чтобы уменьшить осадку, были вынуждены выгружать пушки на рейде, но и тогда входили в гавань только с приливом. При выходе процедура проходила в обратном порядке. Это было не всегда просто, так как по обе стороны бара случались водовороты. И все же выводить корабли на рейд было необходимо сразу, так как с численным ростом флота внутри бухты становилось все теснее.
Мало того, к началу Американской войны за независимость в Портсмуте находились ещё причалы флотского Комитета снабжения (англ. Victualing Board), пороховые склады и пристани Комитета по вооружениям (англ. Ordnance Board). Снабженческие заведения — пекарня, скотобойня, мясные и прочие склады — были разбросаны по всему городу. Но обильный источник питьевой воды позволил Комитету построить на западном берегу, напротив верфи, пивоварню, включая большой бондарский цех. К северу от снабженческого двора, также на западном берегу, разместился пороховой магазин, находившийся в ведении Комитета по вооружениям. Этот магазин, прозванный Приддиз Хард (англ. Priddy's Hard), окруженный неимоверной толщины каменными стенами, был заложен в 1773 году и мог хранить 4500 бочек пороха. Его дополнял оружейный причал, где хранились собственно пушки. Располагался он у входа в гавань, примыкая к верфи с юга.
Также со стороны Госпорта, но фасадом на Спитхед, был построен военно-морской госпиталь Хаслар, подчинявшийся Комитету по больным и раненым (англ. Sick and Hurt Board). Приказ на постройку был выпущен в 1745 году, как более экономная альтернатива помещению заболевших моряков в частные дома или общественные больницы. Хаслар был закончен в 1761 году и стал на тот момент самым крупным медицинским учреждением специальной постройки. Вначале проект был на 1500 коек, в 1754 году расширен до 1800, а реально в 1779 году госпиталь содержал 2100 больных. Инспекция 1780 года заключила, что в нём действуют 84 хирургических и общемедицинских отделения, в том числе карантины для больных чахоткой, лихорадкой и оспой. Существовавший до 2009 года Хаслар оставался главным медицинским центром флота.
Таким образом, к 1776 году в Портсмуте были сосредоточены все основные службы, необходимые флоту для функционирования.
С 1793 по 1815 год Портсмут был основной базой Королевского флота, а Спитхед исходной точкой для многих флотов и конвоев, направлявшихся Транспортным комитетом во все концы света. Укрытый островом Уайт от зюйд-вестовых ветров, Спидхед издавна был местом сбора экспедиций. На этом участке Те-Солента, размерами три на восемь миль, флота могли сосредоточиваться, не опасаясь столкновений. Главным путём выхода в Канал был восточный, вокруг мыса Сент-Хеленс, но в случае спешки пользовались и западным, мимо скал, метко прозванных Иглами (англ. Needles). Однако в 1790 годах, в период дальней блокады, Портсмут оказался слишком далеко к востоку для идеальной базы Флота Канала. Предпочтительной стоянкой часто становился Торбей.

### Век пара

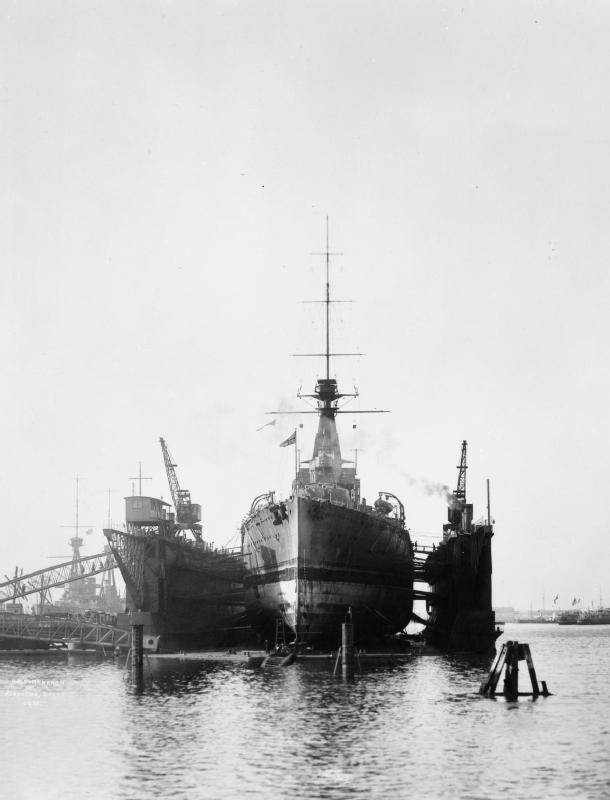
HMS Monarch в плавучем доке, Портсмут, 1912

С появлением паровых кораблей верфь переключилась на них. В Портсмуте базировался батарейный броненосец HMS Warrior (1860), первый в числе многих других. Около 1845 года стали доступны механические земснаряды, что сняло проблему преодоления кораблями бара. С тех пор глубины на фарватерах и у причалов поддерживались искусственно. Вместо Флота Канала в базе осталась Атлантическая эскадра, но отсюда же направлялись корабли в Средиземное море. Для командования прилегающим военно-морским районом сохранилась должность главнокомандующего в Портсмуте (англ. CinC Portsmouth).
В 1876 году в базе был создан минно-торпедный отдел флота, и на его основе появилась торпедная школа HMS Vernon для обучения офицеров и нижних чинов. В разные периоды школа включала береговые сооружения и учебные корабли, как ходовые, так и рейдовые. В 1904 году учебный корабль HMS Ariadne был переведен в Ширнесс и стал основой отдельной торпедной школы. В 1944 году отдел принял на себя обязанности по подготовке водолазов от артиллерийского управления флота. В 1946 году часть обязанностей была передана недавно образованному электрическому отделу. HMS Vernon существовал до 1996 года, после чего был расформирован, последние действующие элементы распределены по другим учреждениям флота.
На рубеже XX века Портсмутская верфь продолжала строить новые типы кораблей — броненосные крейсера, додредноутные линкоры, но ей составили конкуренцию другие верфи, особенно в Шотландии.
В 1904 году в Госпорт была создана база подводных лодок, впоследствии названная HMS Dolphin. Здесь же помещался тренировочный центр подводного плавания. Официально база закрылась в 1998 году, с выводом из состава флота дизельных подводных лодок.

### Первая мировая война
С развитием корабельной артиллерии стало очевидно, что Портсмут слишком уязвим для набегов, и главная база флота переместилась в Скапа-Флоу на Оркнейских островах, где и оставалась в течение всей войны. Верфь, однако, продолжала строить корабли, крупнейшим из которых стал HMS Royal Sovereign (1915). Кроме того, хоть и с опозданием, началось строительство нового класса — подводных лодок.
База служила для легких флотилий, патрулировавших Канал или пополнявших Дуврский барраж. Главное направление, однако, было в стороне от неё, в Северном море. С 1914 года на HMS Dolphin был организован курс подготовки командиров-подводников «Перишер». В 1917 году западнее Портсмута, возле Ли-он-Солент, была создана база гидроавиации, с 1939 года превращенная в авиастанцию флота в составе ВМБ Портсмут. Под названием HMS Daedalus она просуществовала до 1996 года.
После Первой мировой войны верфь сосредоточилась в основном на постройке крейсеров. В эти годы были спущены на воду HMS Effingham (1921), HMS Suffolk (1926), HMS London (1927), HMS Dorsetshire (1929), HMS Neptune (1933), HMS Amphion и HMS Aurora (1934).

### Вторая мировая война

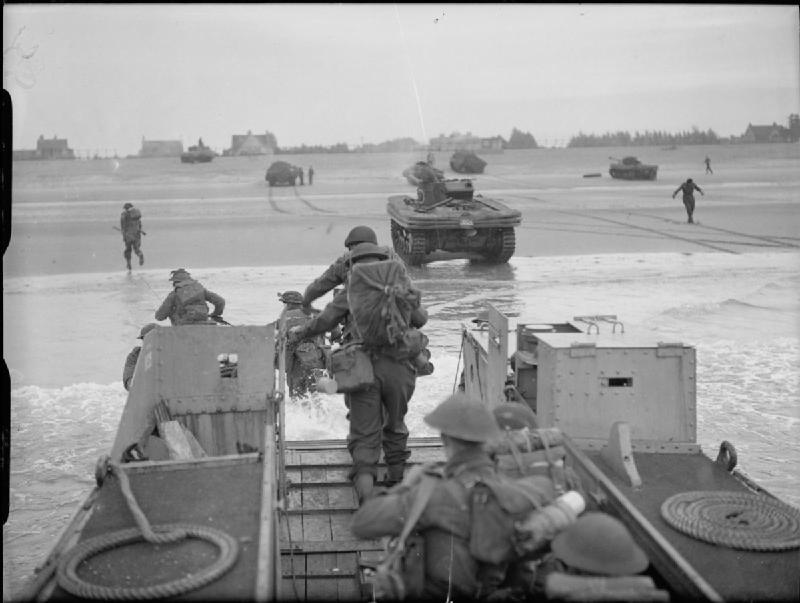
Тренировка перед вторжением, в районе ВМБ Портсмут и о. Уайт

В первой половине войны на Портсмут базировались флотилии эскадренных миноносцев, действующие в Канале и на Западных подходах.
16-я флотилия (кэптен Томас Эдгар Холзи), созданная в 1939 году в составе HMS Vidette (D48), HMS Wren (D88), HMS Walpole (D41), HMS Arrow (H42), флагман лидер HMS Malcolm (D19), позже пополнилась HMS Anthony (H40), HMS Hambledon (L37), HMS Exmoor (L61), HMS Mackay (D70), HMS Whitshed (D77) и была переведена в Скапа-Флоу, а в 1944 году в Харвич.
20-я флотилия (кэптен Дж Г. Бикфорд, переведена из Харвича в 1940, флагман HMS Esk (H15)) насчитывала 1−2 дивизиона и до 8 кораблей одновременно. Обе участвовали в операции «Динамо», Атлантических и Арктических конвоях. 20-я флотилия позже была преобразована во флотилию быстроходных минных заградителей.
Из-за сильных германских бомбежек все, что крупнее эсминца, флот перебазировал севернее — в Росайт, Глазго, Скапа-Флоу. Портсмут был среди баз, обеспечивших эвакуацию Дюнкерка и попытку высадки в Дьепе.
Позже, при подготовке и во время вторжения в Нормандию, Портсмут стал исходным пунктом для собственно английских войск, прежде всего 3-й пехотной дивизии, назначенных для высадки на участке «Суорд». Отсюда же на стадии снабжения плацдарма отправились в Нормандию искусственные гавани Mulberry.

### Послевоенное развитие и сокращение
После Второй мировой войны Портсмут снова стал главной базой флота. Из новых кораблей самым крупным здесь стал авианосец HMS Ark Royal (R09), до его перебазирования в Девонпорт. Верфь продолжала строить корабли класса фрегат. Основной упор, однако, был на ремонт и обслуживание существующих кораблей.
В 1960-е годы новое поколение фрегатов отметилось спуском на воду HMS Plymouth типа 12I и HMS Sirius типа Leander.
В 1969 году командования в Портсмуте и Плимуте были объединены, соответственно пост главнокомандующего стал называться Главнокомандующий силами флота в метрополии (англ. Commander-in-Chief, Naval Home Command, CINCNAVHOME) с базированием на Портсмут.
Начало Фолклендской войны в апреле 1982 года потребовало срочной подготовки боевых кораблей и переоборудования реквизированных гражданских судов. Работая круглосуточно, специалисты верфи и BAE Systems в сжатые сроки (от 2 до 7 суток) провели переоборудование сухогрузов, контейнеровозов, транспортов и пассажирских лайнеров, а также подготовили к дальнему походу авианосцы HMS Invincible и HMS Hermes, 5 эсминцев и т. д., в общей сложности 29 кораблей и судов только за первую неделю конфликта. В частности, Hermes был на второй неделе 6-недельного планового ремонта, но база сумела его срочно закончить, провести швартовные испытания, укомплектовать, снабдить и подготовить корабль к выходу в промежуток со 2 по 5 апреля.
В 1991 году Порсмут был отправной точкой для соединения во главе с легким авианосцем HMS Ark Royal (R07), отправленного Британией в Средиземное море для поддержки Войны в заливе.
В 1993 году закрылась школа связи, существовавшая в базе с 1941 года как HMS Mercury. В 1994 году в ходе «рационализации» структуры Министерства обороны командования Второго морского лорда и Главнокомандующего силами флота в метрополии были слиты в одно.
В 2003 году HMS Ark Royal и остальные корабли его соединения вышли из Портсмута для Второй войны в заливе.
С 2005 года военное кораблестроение, ремонт и обслуживание все больше стали брать на себя частные компании. В 2008 году эти функции были полностью переданы от ВМБ Портсмут к вновь образованной путём слияния корпорации BAE Systems Maritime. Медицинское, образовательное и административное обслуживание военно-морского персонала перешло к организации Defence Equipment and Support в рамках МО.

## Корабельный состав
На 2021 год на Портсмут базировались 2/3 корабельного состава Королевского флота, включая его самые крупные корабли.

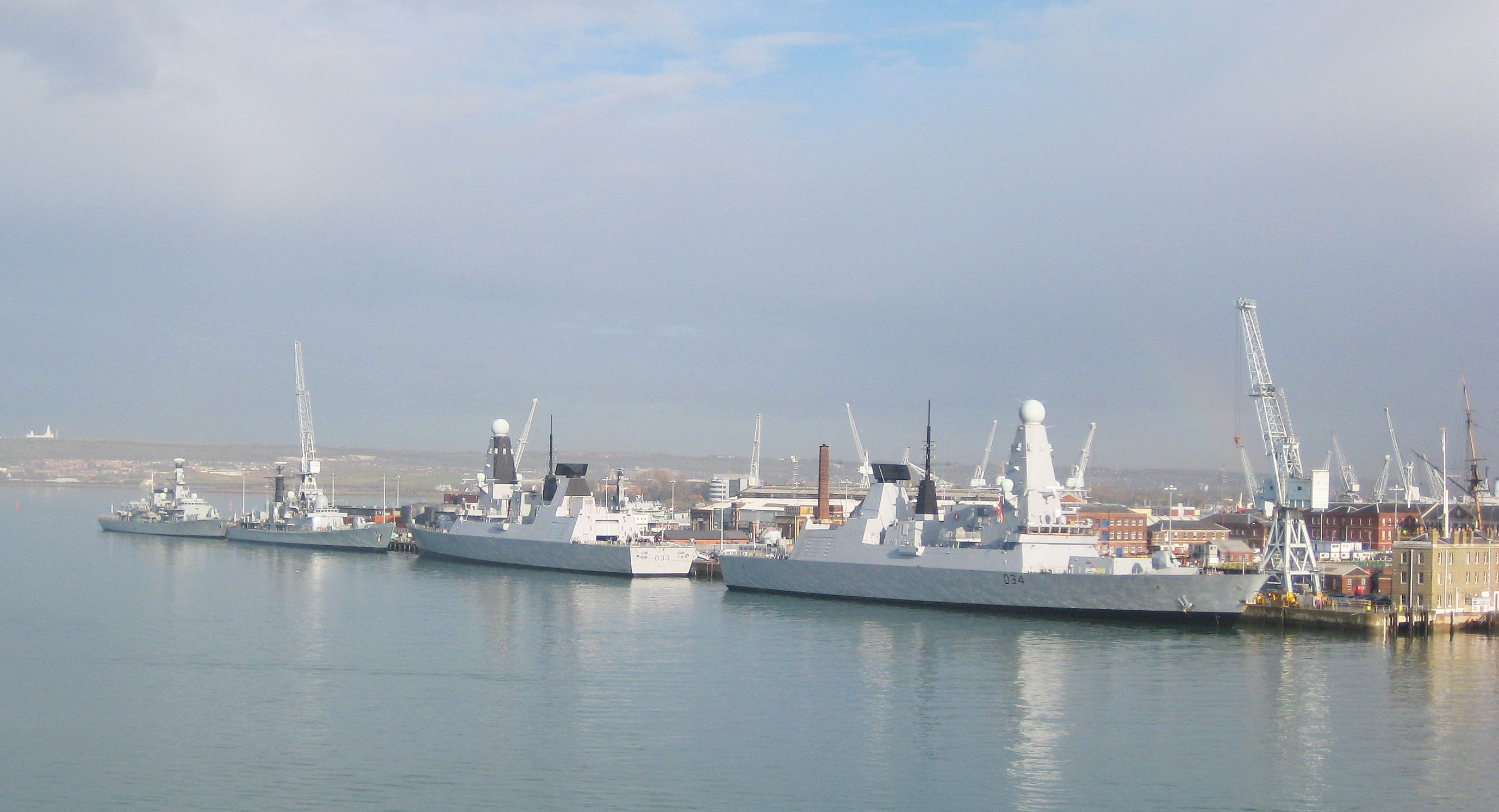
Эскадренные миноносцы типа 45, типа 42 и фрегат типа 23 в Портсмуте

### Авианосцы типа «Куин Элизабет»
- HMS Queen Elizabeth (R08)
- HMS Prince of Wales (R09)

### Эскадренные миноносцы типа 45
- HMS Daring (D32)
- HMS Dauntless (D33)
- HMS Diamond (D34)
- HMS Dragon (D35)
- HMS Defender (D36)
- HMS Duncan (D37)

### Фрегаты типа 23
- HMS Kent (F78)
- HMS St Albans (F83)
- HMS Lancaster (F229)
- HMS Iron Duke (F234)
- HMS Westminster (F237)
- HMS Richmond (F239)

### Тральщики-искатели мин типа Hunt

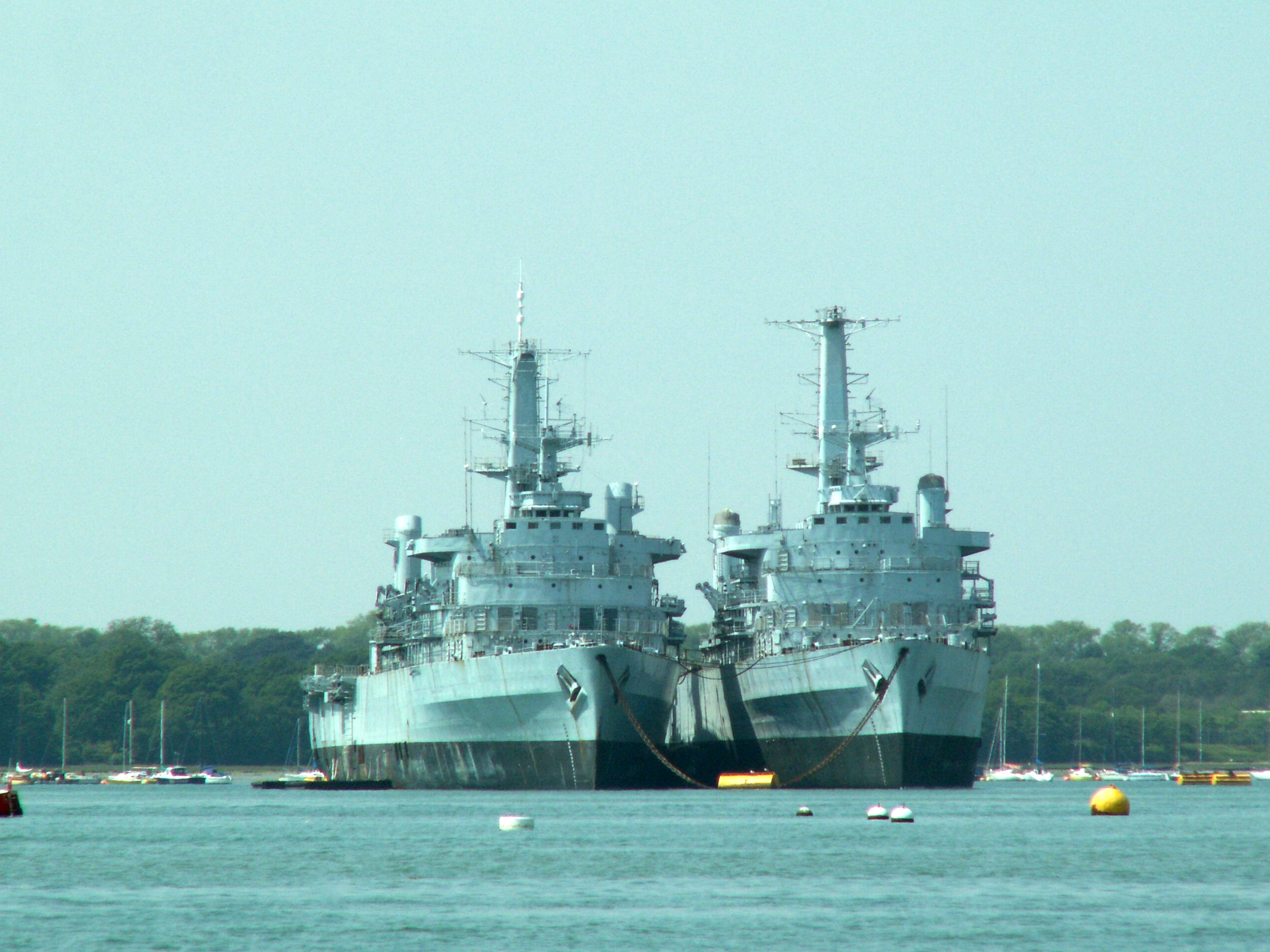
Десантные корабли-доки Fearless и Intrepid, в отстое на бочках в Портсмут-Харбор

- HMS Cattistock (M31)
- HMS Brocklesby (M33)
- HMS Middleton (M34)
- HMS Chiddingfold (M37)

### Океанские патрульные корабли типа River
- HMS Tyne (P281)
- HMS Severn (P282)
- HMS Mersey (P283)

### Антарктические патрульные корабли
- HMS Protector (A173)

### Патрульные катера типа Archer
- HMS Tracker (P274)
- HMS Blazer (P279)
- HMS Ranger (P293)